# Shin-chan: Me and the Professor on Summer Vacation
Shin-chan: Me and the Professor on Summer Vacation – The Endless Seven-Day Journey (яп. クレヨンしんちゃん 「オラと博士の夏休み」〜おわらない七日間の旅〜 Курайон Син-тян: Ора то Хакасэ но Нацуясуми ~ Оваранаи Нанокакан но Таби) или кратко Ora Natsu — приключенческая игра, разработанная японскими студиями Millennium Kitchen, Neos и Star Factory. Дизайнером и сценаристом выступил Кадзу Аябэ.
Ora Natsu позиционируется как идейная наследница игры Boku no Natsuyasumi 2000 года выпуска, с аналогичным игровым процессом, но с персонажами аниме-сериала Crayon Shin-chan. Как и в Boku no Natsuyasumi, игрок управляет мальчиком, который на летних каникулах исследует окрестности, играет и общается с местными жителями.
Разработка игры началась c предложения Акиры Нагасимы, продюсера компании Neo, объединить игровой процесс Boku no Natsuyasumi с сеттингом Crayon Shin-chan. Нагасима обратился к Аябэ с просьбой разработать игру. Над игрой работала команда, выпустившая в 2013 году игру Attack of the Friday Monsters! A Tokyo Tale. Фоны нарисованы вручную, по ним перемещаются трёхмерные модели персонажей.
Игра вышла в Японии на Nintendo Switch 15 июля 2021 года. Мировой релиз состоялся в августе 2022 года на Switch, PlayStation 4 и Windows. Игровые критики в целом похвалили игру за её визуальный стиль, атмосферу и адаптацию исходного материала Crayon Shin-chan, но заметили, что игра не так сильна, как серия Boku no Natsuyasumi.

## Сюжет
Сюжет в игре разворачивается во вселенной аниме-сериала Crayon Shin-chan. Главным героем становится пятилетний мальчик по имени Синносукэ Нохара или просто Син-тян. Также действующие лица в игре — семья Син-тяна — папа Хироси, мама Мисаэ, младшая сестра Химавари и собака Сиро. Хиросэ отправляется в недельную командировку в Кюсю, его семья решает переехать вместе с ним и они гостят в доме подруги детства Мисаэ в городке Асо, в префектуре Кумамото.
Прибыв на станцию Кумамото, семью встречает безумный учёный доктор Акуно и даёт Син-тяну камеру, которая создаёт снимки в виде иллюстраций. Акуно отправляется с семьёй в Асо и показывает Син-тяну, что с помощью машины времени он раздобыл себе живого динозавра. Мальчик отправляется в лабораторию учёного, чтобы увидеть машину времени в действии, но в итоге попадает во временную петлю, в которой его недельный отпуск длится вечно.

## Игровой процесс
Игровой процесс игры во многом схож с игрой Boku no Natsuyasumi, разработанной Кадзу Аябэ и выпущенной японской студией Millennium Kitchen в 2000 году. В обоих играх главным героем становится мальчик, который во время своих летних каникул исследуют открытую игровую среду. Особенность Me and the Professor on Summer Vacation — включение фантастических элементов, например динозавров в противовес реалистичной среде Boku no Natsuyasumi.
Игровой процесс сводится к тому, что Син-тян исследует окрестности деревни и выполняет разные действия, заполняя фотографиями свой дневник или находя интересные истории для местной газеты. Игрок не ограничен линейным прохождением и волен делать что хочет за исключением некоторых целей или обязательств. Син-тян может заниматься рыбной ловлей, ловлей насекомых, выращивать овощи и выполнять поручения местных жителей, эти действия связаны с системой достижений. Некоторые действия и события доступны в определённое время суток. Игровой процесс был разработан так, чтобы заинтересовать поклонников Boku no Natsuyasumi и Crayon Shin-chan.

## Разработка
Подготовка к разработке игры началась в сентябре 2018 года, когда студия Neos, прежде разрабатывавшая мобильную игру Crayon Shin-chan: Otetsudai Daisakusen (яп. クレヨンしんちゃん お手伝い大作戦 Курайон Син-тян: Отэцудаи Даисакусэн) для iOS и Android, решила создать игру по вселенной Crayon Shin-chan для домашних приставок. Продюсер Акира Нагасима предложил объединить вселенную Crayon Shin-chan с игровым процессом Boku no Natsuyasumi и в феврале 2019 года обратился к создателю игры — Кадзу Аябэ с просьбой выступить директором в разработке. Раннее Аябэ аналогичным способом разработал игру Attack of the Friday Monsters! A Tokyo Tale для Nintendo 3DS, которая входит в серию Guild02 от Level-5. В итоге обе игры имеют схожий игровой процесс и в них переплетаются элементы повседневности и фантастики. Аябэ, будучи поклонником Crayon Shin-chan, согласился принять участие в разработке.
Игра разрабатывалась под рабочим названием Ora no Natsuyasumi (яп. オラの夏休み Ора но Нацуясуми). Аябэ настаивал на том, чтобы в названии игры не было слова «нацуясуми», иначе игра рассматривалась бы, как часть серии Boku no Natsuyasumi. Название для игры нарочно сделано непохожим на Boku no Natsuyasumi, однако после первого трейлера, пользователи начали называть игру Ora Natsu (яп. オラ夏 Ора Нацу). Аябэ заметил, что был доволен этим названием.
Игру разработала в целом та же команда, что работала над Attack of the Friday Monsters. Издатель Futabasha и другие компании, участвовавшие в разработке и выпуске оригинального аниме-сериала, также курировали разработку сюжета, сеттинга и игровых персонажей. Shin-Ei Animation, студия, где создаётся сериал Shin-chan также участвовала в разработке моделей персонажей. Shin-Ei также на основе черновых рисунков разработчиков, создала несколько оригинальных персонажей, продюсер Акира Накасима создал дизайн доктора Акуно. Во время разработки игры началась пандемия COVID-19, из-за чего разработчики перешли на удалённую работу. Аябэ напрямую контролировал разработку сценария и звукового дизайна. За разработку некоторых элементов игры и пользовательского интерфейса отвечала компания Star Factory.

### Сеттинг
Работа над сеттингом сопровождалась конфликтом интересов между Neos и Казу Аябэ. Компания хотела, чтобы сеттинг в игре максимально напоминал таковой в играх Boku no Natsuyasumi, наоборот, Аябэ хотелось ввести как можно больше фантастических элементов. Например разработчик предлагал сделать основным местом действия космическую колонию, куда семья Нохара решила отправиться в отпуск. Позже Аябэ сосредоточился на том факте, что Мисаэ родом из Кумамото и решил создать локацию, где живёт друг детства Мисаэ. Аябэ отправился в Кумамото осенью 2019 года, чтобы изучить локации, в частности в игре проявляется мост Цудзюн и река Кума.
Аябэ жаловался на недостаточную творческую свободу, так как в своих предыдущих проектах он разрабатывал оригинальные вселенные, а игра Shin-chan использовала персонажей из чужой и готовой вселенной. В то время, как главный герой Боку из игры Boku no Natsuyasumi выступал лицом игрока, Синносукэ был самостоятельным персонажем, поэтому Аябэ настаивал на перспективе от третьего лица. Голос рассказчицы был добавлен для ассоциации с образом матери или наставницы, читающей истории ребёнку. Отдельная проблема была связана с возрастом главного героя, так как пятилетним детям не стоит бродить в одиночку. Однако если бы за главным героем постоянно присматривали взрослые, это могло бы сделать игровой процесс скучным. Для решения этой проблемы в игру были введены некоторые сюжетные элементы, например бамбуковый перископ, выглядывающий из воды, когда Синносукэ бродит у водоёмов. Другая проблема была связана с тем, что в оригинальном сеттинге Синносукэ не был заинтересован в том, чтобы оставлять пойманных существ в живых. Для этого в игру была введена камера, сразу создающая художественные иллюстрации пойманных насекомых для дневника Синносукэ, перед тем, как он отпустит их обратно на волю.

### Графика
При работе над графикой, разработчики стремились минимизировать несоответствие визуального стиля персонажей и окружающей среды. Отдельная проблема была связана с моделями персонажей, которые изначально создавались для двухмерном рисованном стиле, но в игре являются трёхмерными моделями. Для решения этой проблемы для каждого персонажа было создано по несколько трёхмерных моделей, которые отображаются в зависимости от ракурса и угла обзора. Например характерная выпуклая щека главного героя всегда должна смотреть в боковую сторону вне зависимости от того, под каким углом на персонажа смотрят.
Игровые модели персонажей были созданы в студии Star Factory. Аябэ упоминал существенную разницу в росте взрослых персонажей и детей, от чего возникали проблемы в постановке сцен, в результате сцены создавались с более низкого ракурса, нежели похожие сцены в Boku no Natsuyasumi. Также в игре при анимации персонажей была искусственно снижена частота кадров для имитации рисованной анимации.
Игровые локации вначале создавались трёхмерными, а затем перерисовывались в двухмерные изображения после отладки виртуальных камер. Как и при создании Boku no Natsuyasumi и Attack of the Friday Monster, Аябэ руководил разработкой игровой камеры и игровых локаций. Первоначально фоны должны были иметь более простой дизайн и напоминать фоны из аниме-сериала, но художественная команда Convoy решила сосредоточиться на более реалистичных тонах.

### Аудио
Для голосов персонажей были приглашены сэйю, озвучивавшие персонажей в Crayon Shin-chan. Новые сэйю были приглажены для озвучивание оригинальных персонажей. Саундтрек к игре был написан продюсерской компанией Noisycroak, также раннее написавшей музыку для Attack of the Friday Monsters. Главную песную Mawaru Bokura to Gingakei (яп. まわる僕らと銀河系 Мавару Бокура то Гингакэи) исполнила Сакко Сайто, текст написал Кажзу Аябэ, а композитором выступил Эйдзё Сакамото.

## Выход
Me and the Professor on Summer Vacation была анонсирована на мероприятии Nintendo Direct 18 февраля 2021 года. Выход игры состоялся в Японии 15 июля 2021 года для приставки Nintendo Switch. Для покупки было доступно стандартное издание о особое, включавшее также 60-ти страничную инструкцию, блокнот и код для цифровой загрузки саундтрека игры. Данная игра стала первой консольной игрой от издателя Neos и первой трёхмерной игрой со времён выпуска Crayon Shin-chan: Saikyou Kazoku Kasukabe King Wii 2006 года выпуска. Перед релизом, в Токио с 26 по 27 июня дистрибьютерам была предоставлена возможность поиграть в игру.
4 мая 2022 года Me and the Professor on Summer Vacation была выпущена в Тайване, Гонконге и Южной Корее. Для каждой языковой версии для озвучивания были приглашены местные актёры, также переозвучивавшие персонажей Crayon Shin-chan.
28 июня 2022 года было объявлено и мировом релизе игры для Nintendo Switch и PlayStation 4. 4 августа стало известно о выпуске игры на Windows через Steam, а 8 августа — в Epic Games Store. Me and the Professor on Summer Vacation была выпущена 11 августа 2022 года на Nintendo Switch, 25 августа на PS4 и 31 августа в Steam. Игра помимо японского поддерживала английский, испанский, немецкий, португальский, корейский, упрощённый и традиционный китайский языки.

## Восприятие
| Сводный рейтинг    | Сводный рейтинг |
| Агрегатор          | Оценка          |
| ------------------ | --------------- |
| Metacritic         | NS: 79/100      |
| Иноязычные издания |                 |
| Издание            | Оценка          |
| Destructoid        | 7.5/10          |
| Nintendo Life      | [ 27 ]          |
| TouchArcade        | 4/5             |

Игра в целом получила положительные оценки у игровых критиков. Средняя оценка версии для Nintendo Switch составила 79 баллов из 100 возможных. В июне 2022 года по всему миру было продано 400.000 копий.
Критик 4Gamer.net оценил в игре объединение эстетики японских каникул и сериала Crayon Shin-chan, а редакция Famitsu назвала игру шедевром, подходящим как детям, так и взрослым. Такуя Ватанабэ, критик IGN Japan дал игре три оценки: 8 из 10, как игре по франшизе Crayon Shin-chan; 7 из 10, как идейному наследнику Boku no Natsuyasumi и 5 из 10 баллов, как оригинальной приключенческой игре. Ватанабэ признался, что игра его очаровала, но счёл, что она не смогла в полной мере реализовать свой потенциал. Адеш Таплиял с сайта Polygon заметил, что Me and the Professor on Summer Vacation можно назвать «эрзац-сиквелом» Boku no Natsuyasumi или Boku no Natsuyasumi 5, во всём, кроме названия и наложенного стиля Shin-chan. Хотя в Me and the Professor on Summer Vacation больше элементов фантастики, ему удаётся точно следовать «исходному материалу». Критик также похвалил сценарий и визуальный стиль игры.
Шон Масгрейв из TouchArcade назвал игру «фантастической адаптацией» Crayon Shin-chan и способной утолить голод поклонников Boku no Natsuyasumi, однако Масгрейв заметил, что Me and the Professor on Summer Vacation не смогла его так впечатлить, как любая игра серии Boku no Natsuyasumi. Роланд Ингрэм с сайта Nintendo Life заметил, что хотя иногда игра жертвует играбельностью в угоду атмосферы, добавление фантастических элементов придаёт свежесть концепции Boku no Natsuyasumi. Ингрэм похвалил «первоклассные» фоны и 3D-модели в игре.